# Saint-Étienne-du-Grès

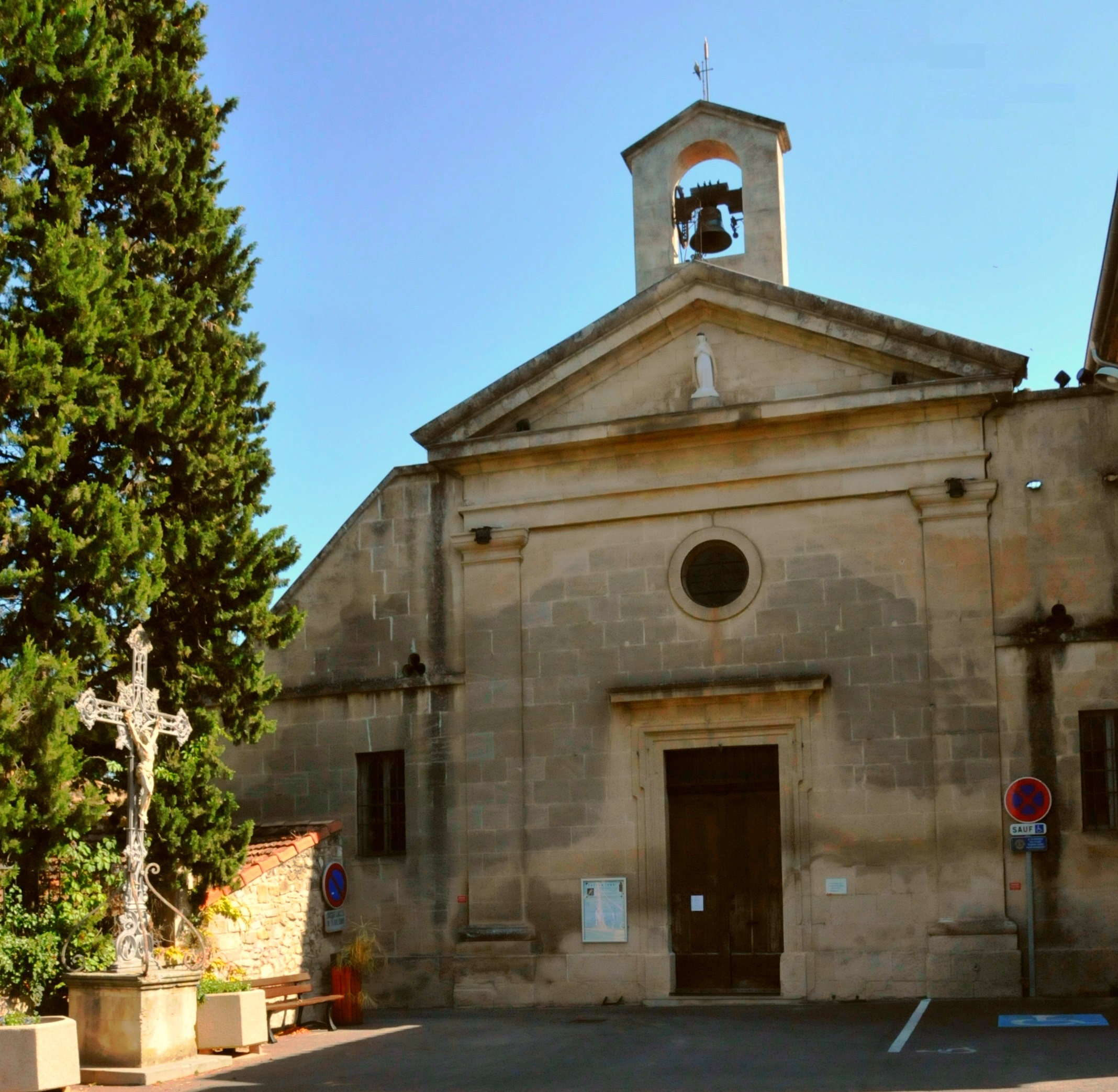
Pfarrkirche St. Ètienne

Saint-Étienne-du-Grès ist eine Gemeinde in Frankreich mit 2480 Einwohnern (Stand 1. Januar 2022) in der Region Provence-Alpes-Côte d’Azur im Département Bouches-du-Rhône.

## Geografie
Die Gemeinde liegt fünfzehn Kilometer nordöstlich von Arles an der Bergkette der Alpilles.
Das Gemeindegebiet gehört zum Regionalen Naturpark Alpilles und beherbergt derzeit die Parkverwaltung.

## Geschichte
Am 12. April 1935 wurde Saint-Étienne-du-Grès von Tarascon gelöst und eine eigenständige Gemeinde.

## Sehenswürdigkeiten
- Kapelle Saint-Thomas-des-Templiers in Laurade
- Kapelle Notre-Dame-du-Château, Monument historique
- Überreste eines römischen Castrums
- Mairie und Schule aus dem Jahr 1903
- Stierkampfarena
- Canal des Alpines
- Pfarrkirche Saint-Étienne
- Statue von Saint-Éloi
- Haus Grand Mas (Monument historique)[3]

## Bevölkerungsentwicklung
| Jahr      | 1962 | 1968 | 1975 | 1982 | 1990 | 1999 | 2008 | 2017 |
| Einwohner | 1214 | 1421 | 1484 | 1601 | 1863 | 2103 | 2152 | 2482 |

## Persönlichkeiten
- Henri Galeron (* 1939), Illustrator und Briefmarkenkünstler